# Georg Hieronymi

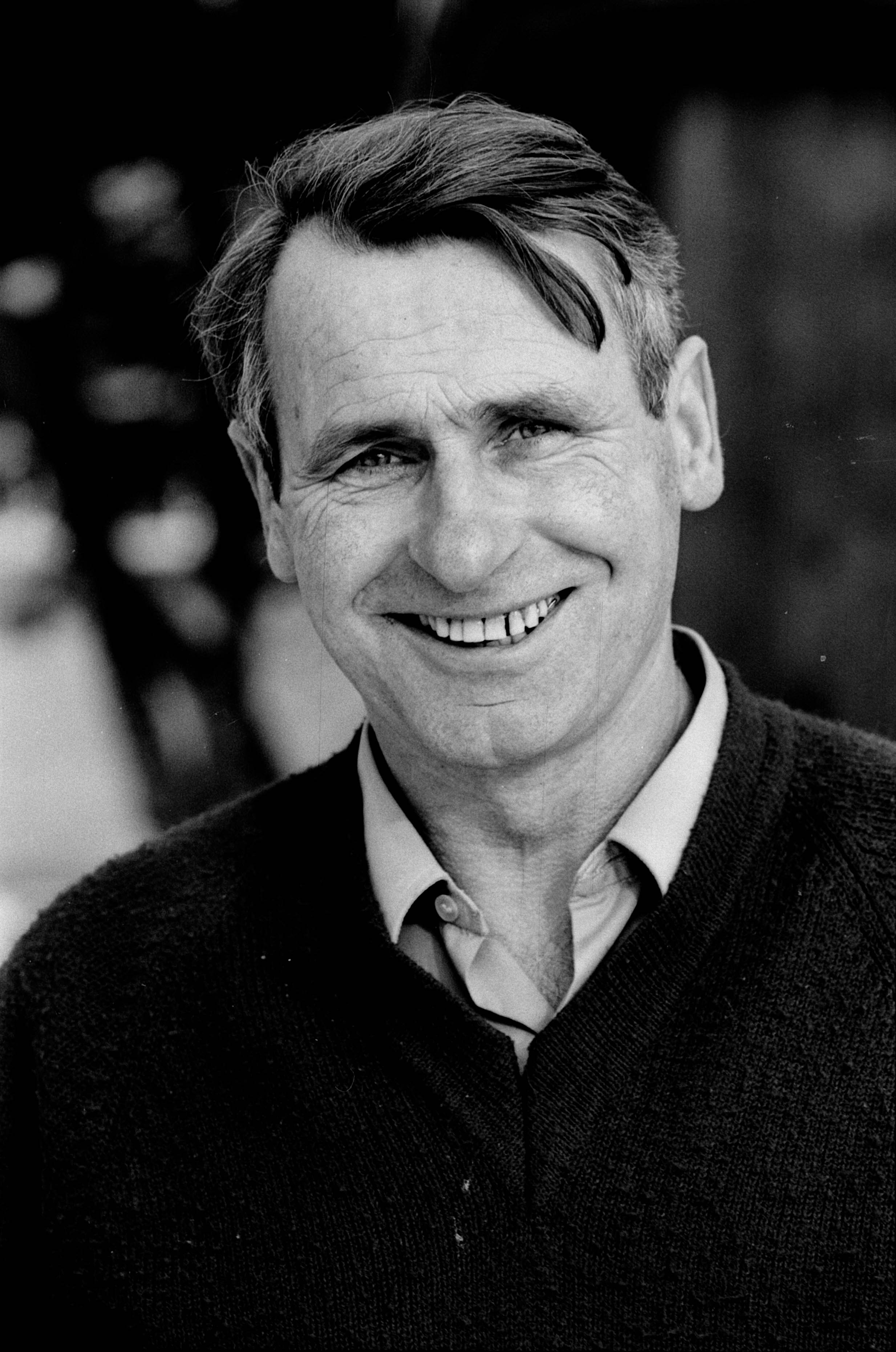
Porträt des Malers und Bildhauers Georg Hieronymi (1970)

Georg Hieronymi (* 5. Dezember 1914 in Oberursel; † 8. Dezember 1993 ebenda) war ein deutscher Maler und Bildhauer. Er gestaltete überwiegend im Frankfurter Raum zahlreiche Sakralbauten, öffentliche und private Gebäude künstlerisch aus und schuf ungezählte Gemälde, Zeichnungen, Karikaturen und Skulpturen.

## Leben
Georg Hieronymi zeigte bereits als Schüler großes Talent zum Malen und Zeichnen. Nach Abitur und Militärdienst nahm ihn die Städelschule in Frankfurt am Main auf, wo Professor Curt Scholz sein Mentor war. Bei einem Berufswettkampf wurde er Reichssieger. Sein Studium musste er 1938 nach erneutem Einzug zur Wehrmacht abbrechen. Er kehrte 1949 aus sowjetischer Gefangenschaft zurück.
1950 begann er die Arbeit als freischaffender Künstler im eigenen Atelier und verdiente mit der Anfertigung von Skizzen im Messebau, Gestalten von Werbe- und Wahlplakaten, graphischen und zeichnerischen Arbeiten seinen Lebensunterhalt. Rasch wurde er mit Auftragsarbeiten überhäuft, auch weil er besonders vielseitig war. Er arbeitete mit Holz, Bronze, Messing, Saynsilber, schuf Wandmalereien, Reliefs, Glasfenster und Mosaike, malte und zeichnete Landschaftsbilder, Karikaturen und Porträts, war Messestandbauer und Gebrauchsgrafiker. Georg Hieronymi war auch ehrenamtlich tätig; so kümmerte er sich besonders um die Erhaltung der St.-Ursula-Kirche und die Städtepartnerschaft mit Epinay-sur-Seine.

## Ehrungen
1989 erhielt Georg Hieronymi die Ehrenplakette der Stadt Oberursel. 1995 wurde in Oberursel eine neue Straße Georg-Hieronymi-Straße benannt. 1997 erhielt der alte Sitzungssaal im Rathaus der Stadt den Namen Georg-Hieronymi-Saal.

## Werke
Georg Hieronymi hinterließ im öffentlichen wie im privaten Bereich Hunderte von Kunstwerken. Seine früheste Kirchenarbeit (aus den 1950er Jahren) ist das Deckengemälde der heiligen Barbara in der Hospitalkirche in Oberursel. 1959 entstand als erstes großes Schnitzwerk die St.-Ursula-Gruppe auf dem barocken Hochaltar der St.-Ursula-Kirche in Oberursel. Daraufhin erhielt er viele Arbeitsaufträge. Seine Skulpturen schmückten bald auch Kirchen in Frankfurt am Main, Offenbach, im Westerwald und im Odenwald. 1967 entstand aus Holz die große Madonna mit Kind für die Oberurseler Liebfrauenkirche. 1971 folgte die Gesamtgestaltung der Trauerhalle auf dem Oberurseler Friedhof. Ab 1983 erhielt er umfangreiche Aufträge beim Wiederaufbau der Ostzeile des Frankfurter Römerbergs. Nach einem alten Einschneideverfahren vor dem Guss in Spiegelschrift versah er 1986 die Christophorusglocke der St.-Ursula-Kirche mit einer umfangreichen Inschrift.

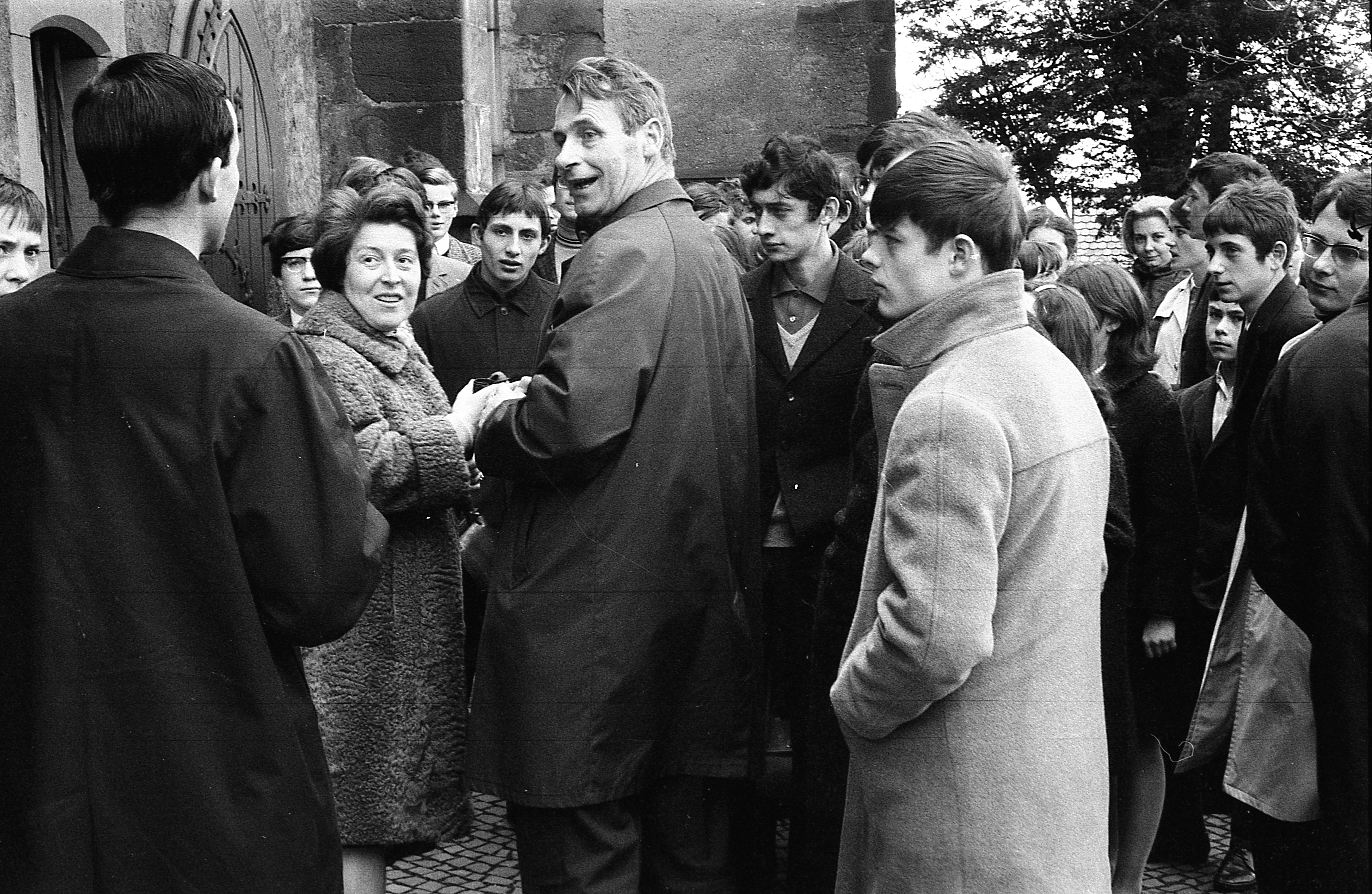
Georg Hieronymi bei einer Altstadtführung (1967)

1986 stellte er erstmals 50 seiner Grafiken, Zeichnungen und Gemälde in Oberursels Partnerstadt Epinay-sur-Seine (bei Paris) aus. Weitere Ausstellungen folgten nach seinem Tod. Im November 1994 würdigte ihn die Stadt Oberursel mit einer Retrospektive im Sitzungssaal des Rathauses. Am ersten Wochenende der zweiwöchigen Ausstellung zählte sie bereits 6.000 Besucher.

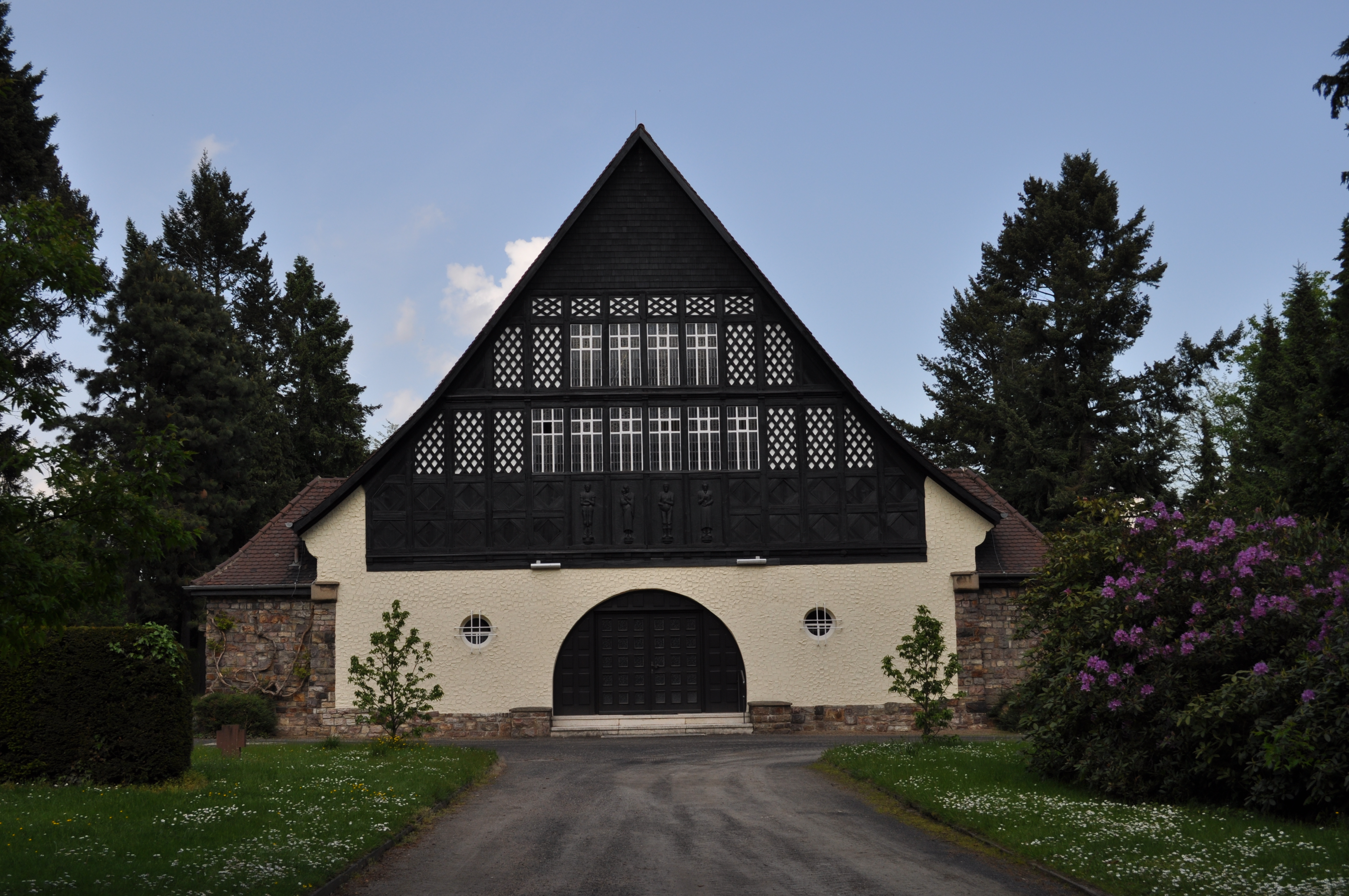
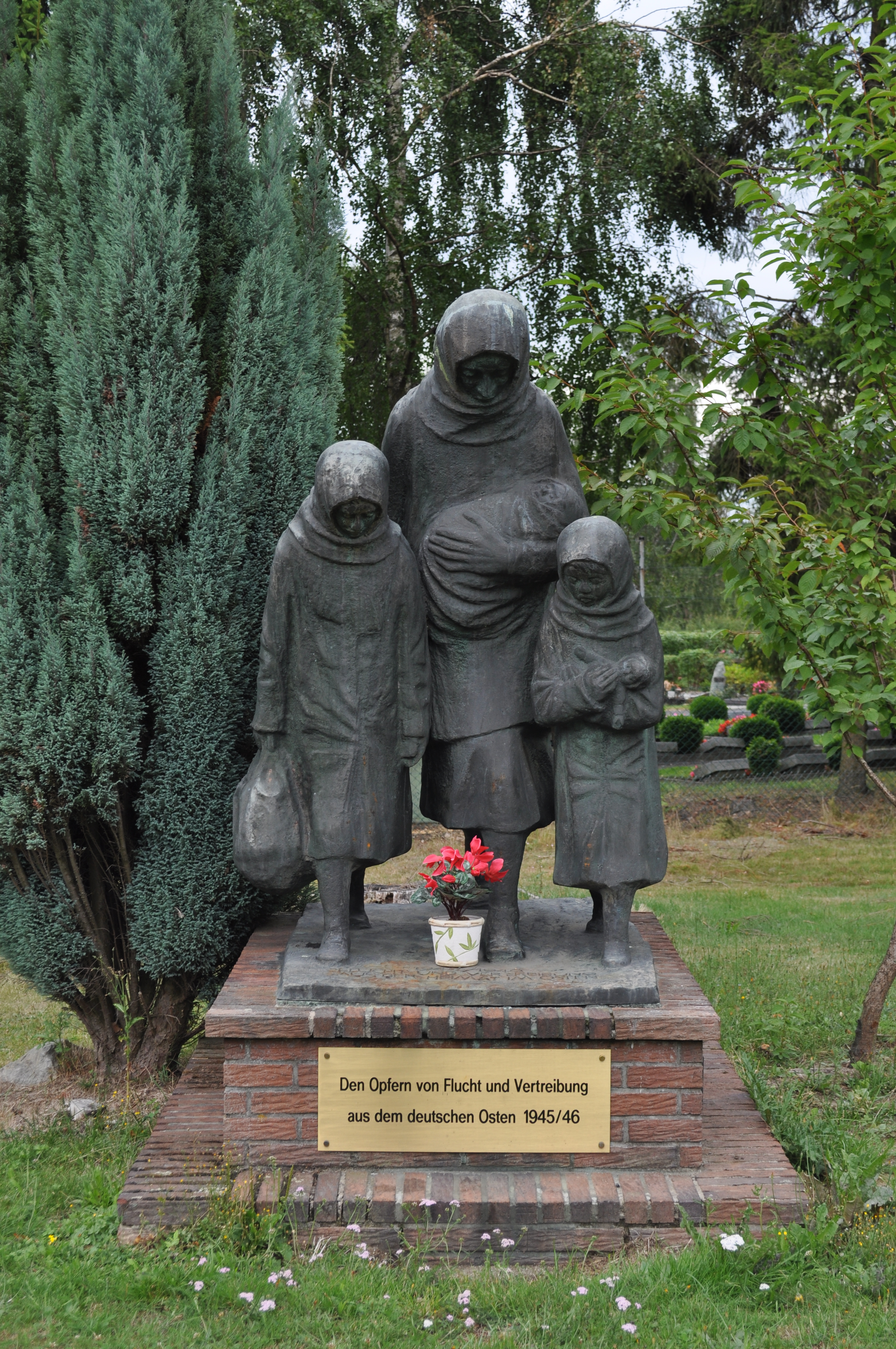
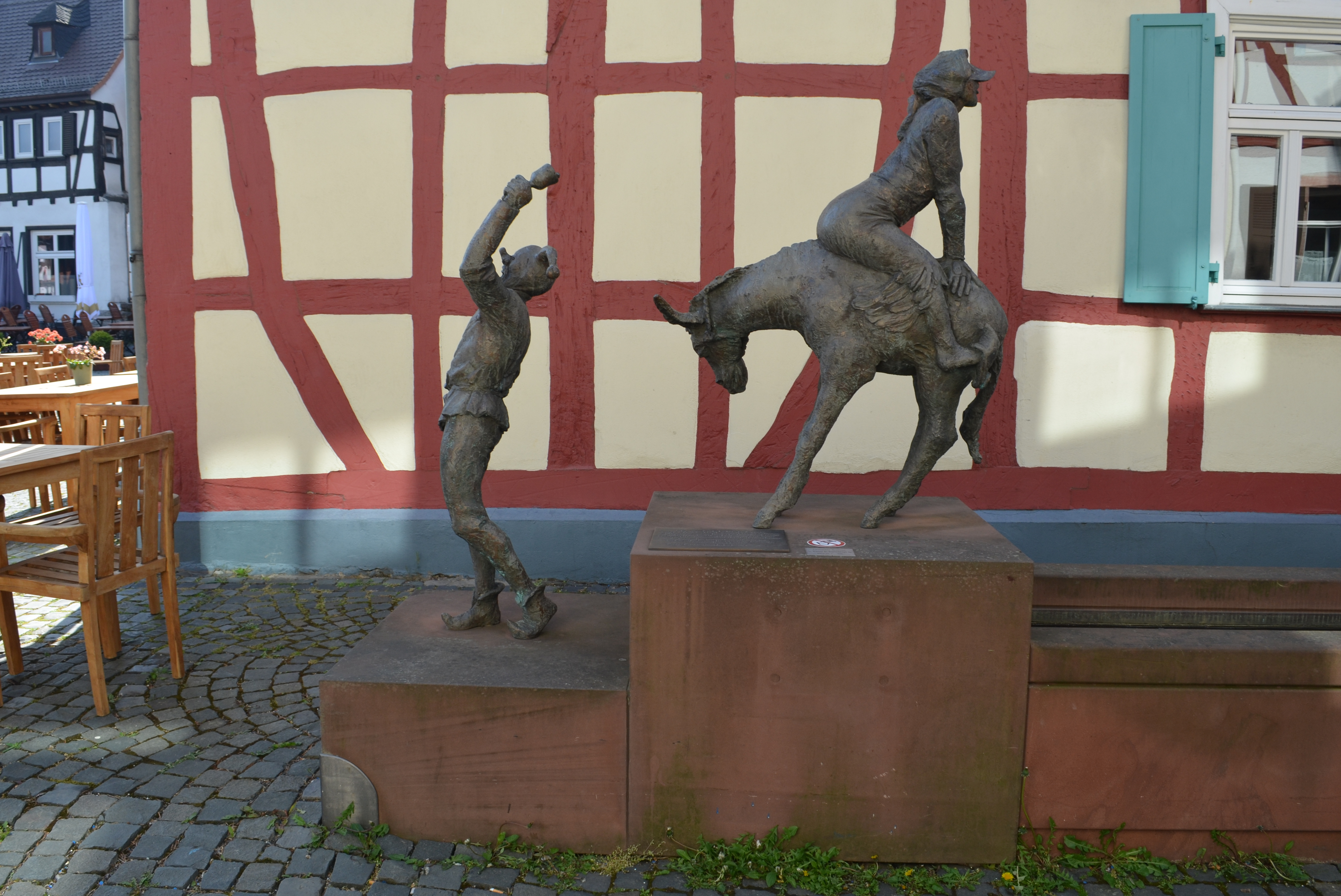
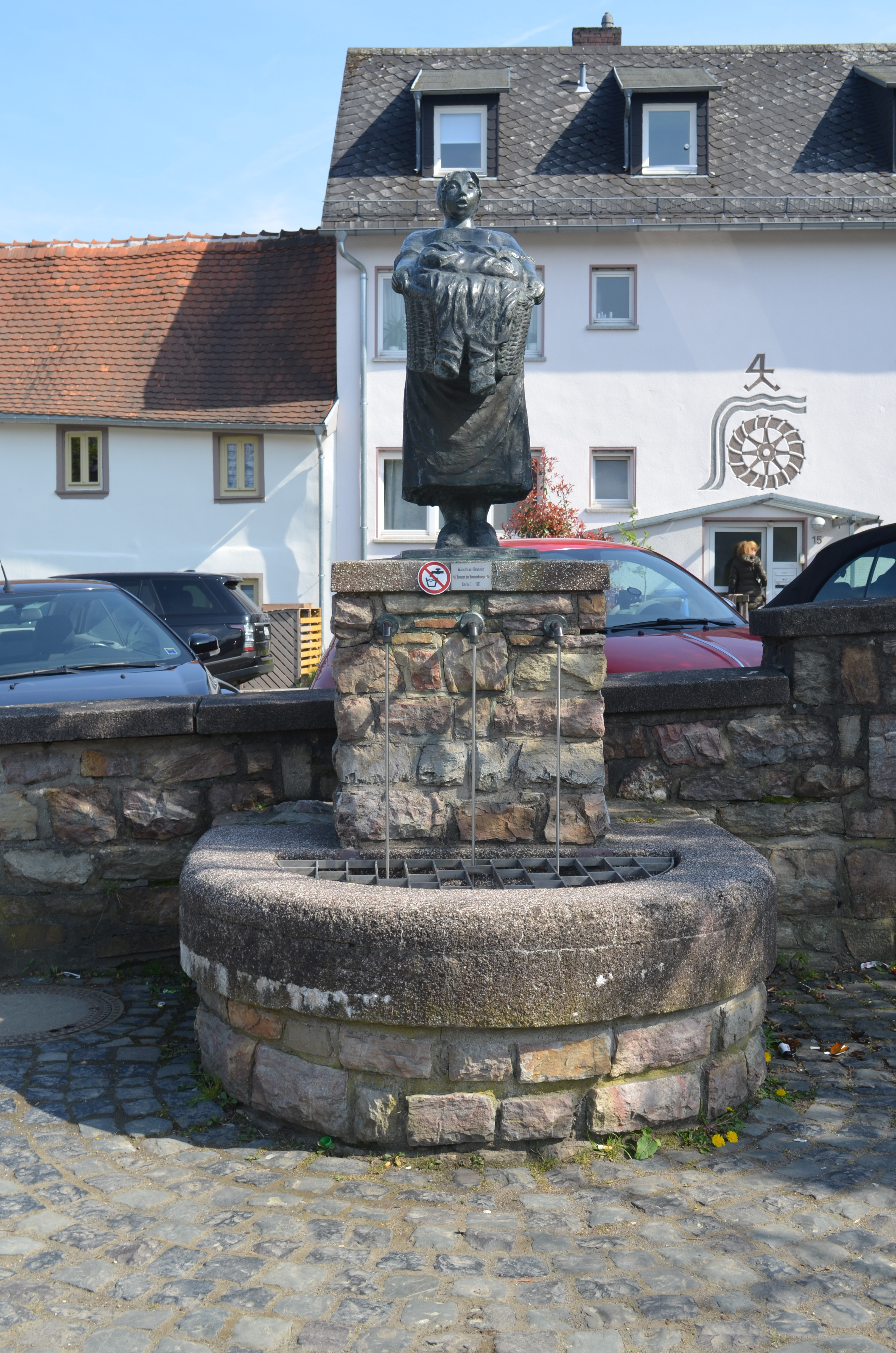
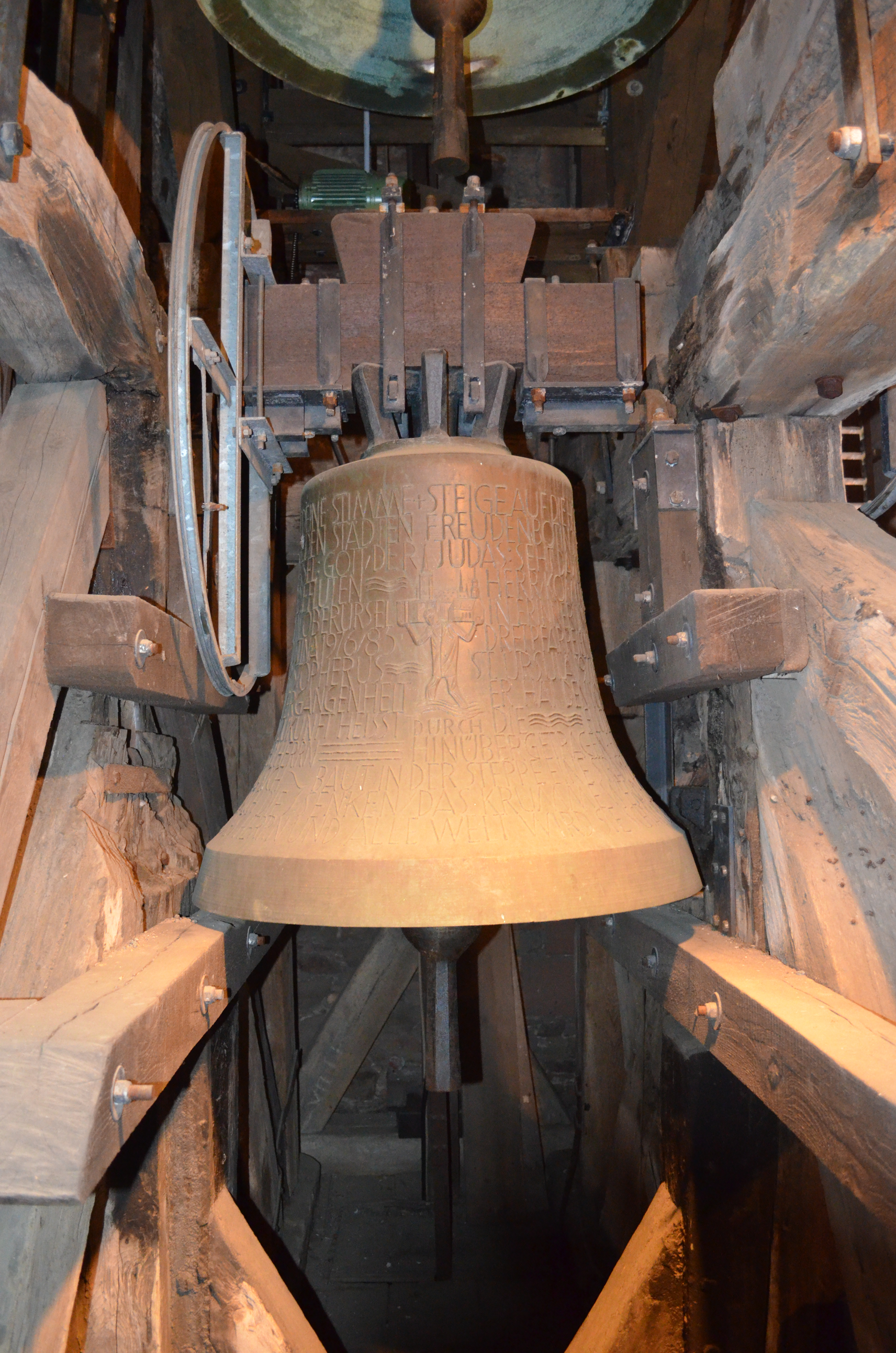